# 메시에 95
M95는 사자자리에 있는 나선 은하이다.

## 같이 보기
- 메시에 천체 목록